# Antey-Saint-André
Antey-Saint-André (arpità Antèy) és un municipi italià, situat a la regió de Vall d'Aosta. L'any 2007 tenia 606 habitants. Limita amb els municipis de Chamois, Châtillon, La Magdeleine, Saint-Denis, Torgnon i Valtournenche.

## Administració
| Període | Identitat      | Partit        |
| ------- | -------------- | ------------- |
| 2005-   | Roberto Brunod | Llista cívica |